# Orophilopsis subaptera
Orophilopsis subaptera is een rechtvleugelig insect uit de familie sabelsprinkhanen (Tettigoniidae). De wetenschappelijke naam van deze soort is voor het eerst geldig gepubliceerd in 1945 door Lucien Chopard.